# Afraustraloxenodes schultzei
Afraustraloxenodes schultzei är en mångfotingart som först beskrevs av Carl Graf Attems 1909.  Afraustraloxenodes schultzei ingår i släktet Afraustraloxenodes och familjen penseldubbelfotingar. Inga underarter finns listade i Catalogue of Life.